# (230736) Jalyhome
(230736) Jalyhome est un astéroïde de la ceinture principale.

## Description
(230736) Jalyhome est un astéroïde de la ceinture principale. Il fut découvert le 18 novembre 2003 à Begues par l'observatoire de Begues. Il présente une orbite caractérisée par un demi-grand axe de 3,00 UA, une excentricité de 0,08 et une inclinaison de 11,1° par rapport à l'écliptique.

## Compléments